# Nemuro
Nemuro (Japans: 根室市,Nemuro-shi) is een havenstad in de subprefectuur Nemuro, Hokkaido. Het is tevens de hoofdstad van de subprefectuur Nemuro. Het grootste deel van het grondgebied van de stad bevindt zich op het schiereiland Nemuro.
Op 31 maart 2008 had de stad een geschatte bevolking van 30.560 inwoners en een bevolkingsdichtheid van 59,6 inw./km². De oppervlakte van de stad bedraagt 512,63 km².
De stad werd gesticht op 1 augustus 1957.

## Aangrenzende gemeenten
- Betsukai
- Hamanaka

## Partnersteden
Nemuro heeft een stedenband met :
- Kurobe, Toyama (sinds 19 oktober 1976)
- Sitka, Alaska, Verenigde Staten (sinds 19 december 1976)
- Severo-Koerilsk, Oblast Sachalin, Rusland (sinds 27 januari 1994)